# قاسم هاشمی‌نژاد
قاسم هاشمی‌نژاد (زادهٔ ۱۳۱۹ در آمل – درگذشتهٔ ۱۳ فروردین ۱۳۹۵ در تهران) درویش، نویسنده، شاعر، مصحح،داستان‌نویس، منتقد ادبی، عرفان‌پژوه و مترجم ایرانی بود. او فعالیت ادبی خود را در دههٔ ۱۳۴۰ با نوشتن نقد در مجله فردوسی و نوشتن نقد ادبی در صفحه‌ی عیارسنجی کتاب در روزنامهٔ آیندگان آغاز کرد و در سال ۱۳۵۸ رمان پلیسی را با نام فیل در تاریکی نوشت که مشهورترین اثر وی نیز به‌شمار می‌رود.

## زندگی
قاسم هاشمی‌نژاد در سال ۱۳۱۹ زاده شد. مادربزرگ وی خیرالنساء هاشمی‌نژاد زنی بود روستایی از شهر آمل که قاسم هاشمی‌نژاد زندگی وی را در پوششی رازآمیز در داستان «خیرالنساء (۱۲۷۰–۱۳۶۷): یک سرگذشت» خود نوشته‌است.

وی از دراویش نعمت‌اللهی گنابادی بود و مورد لطف بزرگان این سلسله قرار داشت.

## فعالیت‌ها

### نقد ادبی
هاشمی‌نژاد از پیش از انقلاب ۱۳۵۷ ایران دست به قلم داشت و رمان و داستان می‌نوشت و در نقد ادبی هم قریحهٔ خود را نشان داده بود. هاشمی‌نژاد از نخستین مطلب خود که با عنوان «دیداری با اردشیر محصص» در سوم شهریور ۱۳۴۷ در آیندگان منتشر شد، وسواس خود در به کارگیری زبان و سبک و سیاق خاص اش را به نمایش گذاشت. او برای مدتی کوتاه در دههٔ ۱۳۴۰ و در سال ۱۳۵۱ در روزنامهٔ آیندگان نقدهای ادبی روشنگرانه‌ای می‌نوشت و در صفحه‌ای با عنوان «عیارسنجی کتاب» به تحلیل محتوا و ساختار آثار داستانی می‌پرداخت. نقدهایی که او بر آثار هوشنگ گلشیری نوشت، موجب شد که آن آثار شهرت فراوانی پیدا کنند. هاشمی‌نژاد و شمیم بهار و جوان بااستعداد دیگری به نام حسین رازی، منتقدانی بودند که هم در زمینهٔ نقد ادبی و هم نقد سینمایی و زمینه‌های دیگر خوش درخشیدند و آثار قابل‌ملاحظه‌ای نوشتند، اما زود از صحنهٔ ادبی خارج شدند و با وجود امکانات زیاد، کتابی از مجموعه آثار خود منتشر نکردند. نقدهای هاشمی نژاد بر داستان های مهمترین داستان نویسان معاصر ایران در دهه چهل و پنجاه از ابراهیم گلستان گرفته تا سیمین دانشور، هوشنگ گلشیری، ناصر تقوایی و زکریا هاشمی در صفحۀ ادبی روزنامه آیندگان با عنوان «عیارسنجی کتاب» منتشر شد و او را به عنوان منتقدی دقیق و نکته سنج با ذهنی تحلیل گر که به قواعد داستان نویسی مدرن و اصول نقد ادبی مسلط است به جامعۀ ادبی ایران شناساند. مجموعۀ نقدها و مقالات قاسم هاشمی نژاد، اخیراً به همت جعفر مدرس صادقی در کتابی با عنوان بوته بر بوته از سوی انتشارات هرمس منتشر شد.

### داستان
رمان فیل در تاریکی هاشمی‌نژاد، رمانی است که بسیاری از منتقدان آن را از بهترین آثار داستانی ایرانی در ژانر پلیسی دانسته‌اند. یکی از نکات مهم این رمان، خلق لهجه‌های مختلف در زبان فارسی است که در ادبیات فارسی بی‌سابقه بود و بتوان در کنار فارسی شکر است محمدعلی جمال‌زاده به عنوان آثار موفق در این زمینه از آن نام برد. دانش و آگاهی عمیق هاشمی نژاد در زمینۀ داستان نویسی مدرن در ترکیب با ذهن و تخیل داستان پردازانۀ او و نیز علاقه اش به سینما و ادبیات گانگستری و نوآر، منجر به خلق رمان فیل در تاریکی شد. فیل در تاریکی با اینکه داستان مدرنی است اما با نثر و زبان منحصر بفرد و شاعرانه ای نوشته شده که حاصل سال ها دمخوری هاشمی نژاد با ادبیات فارسی و پرسه زنی در متون عرفانی و کهن است نعمت حقیقی از این رمان فیلمی ساخت با بازی فرامرز قریبیان که این فیلم هیچ‌گاه به پایان نرسید.نثر هاشمی‌نژاد نثری است حساب‌شده که آرایه‌های کهنه‌نما سنگینش نکرده‌است.

### عرفان
عرفان و تصوف از دیگر حوزه‌هایی‌ست که هاشمی‌نژاد در کنار نقد و ترجمه و قصه‌نویسی به آن پرداخته‌است. از کتاب‌های او در این زمینه می‌توان از سیبی و دو آینه نام برد که کتابی‌ست «در مقامات و مناقب عارفان فرهمند». هاشمی‌نژاد در این کتاب به زندگی، آثار و عقاید عارفان بزرگ پرداخته‌است و در چهار بخشِ سرنگاشت، روایت‌ها، کمینه‌ها و گزیده‌گویی‌ها، هریک از این عارفان نام‌آشنا را به خوانندهٔ علاقه‌مند به حوزهٔ عرفان معرفی کرده‌است. حسین منصور حلاج، بایزید بسطامی، ابراهیم ادهم، رابعه عدویه، ابوسعید ابی‌الخیر و حمیدالدین بلخی از جمله عارفانی‌اند که در این کتاب به معرفی زندگی، افکار و آثارشان پرداخته شده‌است.

### گفت‌وگو
گفتگوهای هاشمی‌نژاد با نویسندگانی چون ابراهیم گلستان و هوشنگ گلشیری که سال‌ها پیش انجام شده، هنوز از بهترین گفتگوهایی‌ست که از این نویسندگان منتشر شده‌است.
هاشمی‌نژاد، همان نکته‌سنجی و ذهن نقاد و تحلیل‌گری را که در نوشته‌هایش داشت، در گفتگوهایش با نویسندگان مطرح و صاحب نام عصر خود مثل هوشنگ گلشیری، رضا فرخفال و ابراهیم گلستان نیز به کار گرفت. گفتگوی او با ابراهیم گلستان، تنها گفتگوی طولانی با این نویسنده و فیلمساز برجسته است که سال‌ها قبل از انقلاب و به انگیزه چاپ در روزنامه آیندگان انجام شد، هرچند آن زمان، به خاطر طولانی بودن و شاید هم مخالفت دستگاه سانسور دوره پهلوی، در روزنامه چاپ نشد اما چندین سال بعد در سال ۱۳۷۷ به صورت کامل اما بدون ذکر نام هاشمی‌نژاد به عنوان مصاحبه گر در کتاب «گفته‌ها» ی ابراهیم گلستان در لندن منتشر شد.

## درباره وی
ابراهیم گلستان درباره او گفت:  جز حرمتی عمیق چه می‌توانم داشت برای کارها و کوشش و دقت، و از آن برتر برای کنده و سرچشمه چنان کارها و کوشش، و چنان تمرکز اندیشه و پیگیری صبور پاکی و صفا و بردباری «قاسم هاشمی‌نژاد» که وابسته بود به منطق مداوم و پرسنده‌ای که جدل برایش به هم بافته بود با تحمل و شرافت و جوشندگی و دید رود رونده و جویا. به کار و شخص قاسم هاشمی‌نژاد بسیار حرمت داشتم. از میان تمام نویسندگانی که از ادبیات می‌نوشتند، دست‌‌‌کم در ایامی که در ایران بودم، هیچ‌کدام به پای او نمی‌رسیدند. هیچ‌کدام چندان درکی از ادبیات نداشتند، منقّد نبودند. شاید نمونه‌ها و نام‌هایی از نقدنویسان خارجی خوانده بودند یا شنیده بودند اما کار و فهم آنها را در خود نبرده بودند.
او برجسته بود و برجستگی‌اش موکد و محترم‌تر می‌شد. با نگاهی به تفاوتی که بین نحوه کارش بود باشلتاق کاری مرسوم هوچیان هم عصرش که به دنبال هم خزنده مقلد یکدیگر و در تقلای ناخنک زدن از دیگران بودند و می‌ریاییدند و نفهمیده پرت می‌گفتند و به رخ مردم خواننده گرسنه و ندیده و نشنیده و نفهمنده، می‌کشیدند قاسم هاشمی‌نژاد در میان چنان حرف ول زننده‌ها بود که حیثیت خود را نگه می‌داشت و می‌شد و شد هاشمی‌نژاد که هر گاه که چیزی می‌گفت در اعتلای پاکی و درستی و دقت و ارزندگی بود که می‌گفت.
منوچهر آتشی درباره او گفت: شعرهای هاشمی‌نژاد، از نخستین سطرها، جای او را در میان شاعران خطه «شعر ناب» باز می‌نماید. شعرهایی که بیان و زبان در آنها، سرشار از تراوندگی و تازگی است، جز اینکه این خصلت، وجه مشترک همه شاعران این خطه است؛ وجه اشتراکی که هویت اینگونه شعر را هم تعیین می‌کند و هم در معرض تردید قرار می‌دهد. یک بار دیگر هم این حرف را زده‌ام: همه شاعران این راه، زبانی مشابه دارند، هر چند همه‌شان در کار خود صمیمی باشند. آنچه در شعرهای هاشمی‌نژاد (چنان‌که در شعرهای کریم‌پور و علی‌پور) جلب توجه می‌کنند پرش و پرواز ذهنی اوست در دستیابی به افق‌ها و نگاه‌های تازه. این توفیق، هرگاه با حلول شاعر در کلام خود همزمان و همگام شود و شعرش را در جای معین در کنار شعرهای دیگر و نه آمیخته با آنها قرار دهد و هویتش را فریاد زند، کارساز افتاده‌است.
احمدرضا احمدی درباره او گفت: قاسم هاشمی‌نژاد و کار او چند بُعد داشت. یکی از این بُعدها، فارسی‌نویسی درخشان بود، که این روزها نایاب است. همه می‌دانند که «فیل در تاریکی» نخستین رمان پلیسیِ ایران بود و شاید آخرین رمان پلیسی ما هم باشد. بعد از انقلاب نیز کتابی با نام «خیرالنساء» نوشت، که از شاهکارهای نثر فارسی است و نثر و داستانی بسیار زیبا دارد. هاشمی‌نژاد در حوزه روزنامه‌نویسی هم کارهای مهم و ماندنی کرد. در ستون «عیارسنجیِ» روزنامه نقدهایی بسیار خوب و متفاوت می‌نوشت و خوشبختانه این نقدها پیش از مرگش در کتاب «بوته بر بوته» چاپ شد. با اینکه تمام وجوه کاری هاشمی‌نژاد مهم است، اما در دورانی که وضعیت زبان فارسی هولناک است، باید به مهم‌ترین وجه کار او اشاره کرد: اینکه فارسی را بسیار زیبا و بلیغ و شیوا می‌نوشت، چون اندیشه زیبایی داشت. برای درک بهتر اوضاع فعلی زبان فارسی کافی است فارسیِ اساتید فعلی را قیاس کنید با اساتیدی چون بدیع‌الزمان فروزانفر، ابوالقاسم پاینده و دیگران که فارسی شگفتی داشتند. البته اکنون هم هستند کسانی که هنوز به فارسی درست می‌نویسند اما اندک‌اند. قاسم هاشمی‌نژاد، انسانِ بسیار منزه‌ای بود. پاک زندگی کرد و منزه رفت.
جعفر مدرس صادقی درباره او گفت: پدرم فقط پدرم بود، اما قاسم هاشمی‌نژاد هم پدرم بود، هم پیر و استادم بود و هم پاره‌ی تنم بود و جان و جانانم بود.

## درگذشت
وی در سال ۱۳۸۴ به بیماری سرطان و تومور مغزی مبتلا شد و بعد از درمان بهبود یافت اما در اواخر ۱۳۹۴ به دلیل کهولت و ضعف جسمانی مداوم به بیمارستان مراجعه میکرد تا اینکه در ۱۳ فروردین ۱۳۹۵ شمسی، بر اثر عفونت ریه در تهران درگذشت و در قطعه ۲۴۸ بهشت زهرا به خاک سپرده شد. مراسم گرامی‌داشت قاسم هاشمی‌نژاد عصر یکشنبه ۲۴ اردیبهشت‌ ماه در خانه هنرمندان ایران با سخنرانی آیدین آغداشلو، سیروس علی‌نژاد، اسماعیل بنی‌اردلان، سعید عقیقی، علی‌اکبر شیروانی، امیرعطا جولایی و مهدی یزدانی خرم و حضور اهالی فرهنگ و علاقه‌مندان به وی و آثارش برگزار شد.

## نوشته‌ها

### تألیف
داستانی
- فیل در تاریکی، تهران: انتشارات کتاب زمان، ۱۳۵۸[۲۲]
- تک‌چهره در دو قاب، [بی‌جا]: [بی‌نا]، ۱۳۵۹[۲۳]
- راه و بی‌راه: فیلم‌نامه، (کارگردان: سیامک شایقی)، ۱۳۷۱
- خیرالنساء (۱۲۷۰-۱۳۶۷): یک سرگذشت، تهران: انتشارات کتاب ایران، ۱۳۷۲[۲۴]
- عشق‌نامهٔ ملیک مطران: یک فیلم‌نامه، تهران: نشر مرکز، ۱۳۷۷[۲۵]

کودکان
- توی زیبایی راه می‌روم: ۲۶ شعر از بر و بچه‌های چی مایو، (ترجمه)، تهران: نشر مرکز (کتاب مریم)، ۱۳۷۰[۲۶]
- قصهٔ اسد و جمعه، تهران: نشر مرکز (کتاب مریم)، ۱۳۷۰[۲۷]

شعر
- گواهی عاشقی اگر بپذیرند، تهران: انتشارات کتاب ایران، ۱۳۷۳[۲۸]
- پری‌خوانی، تهران: چاپخانهٔ رشدیه، ۱۳۵۸[۲۹]

تصحیح و نقد
- سفرنامهٔ ناصرخسرو قبادیانی مروزی، ناصرخسرو قبادیانی، تهران: انتشارات زوار، ۱۳۶۹
- در ورق صوفیان: سه مقاله در حوزهٔ عرفان، تهران: انتشارات ساحت، ۱۳۸۴[۳۰]
- قصه‌های عرفانی: تعریف، تبیین، طبقه‌بندی، تهران: پژوهشگاه فرهنگ، هنر و ارتباطات، ۱۳۸۸[۳۱]
- حکایت‌های عرفانی: ۲۰۱ گزیدهٔ روایی از دفتر معرفت‌پیشگان، تهران: انتشارات حقیقت، ۱۳۸۹[۳۲]
- سیبی و دو آینه: در مقامات و مناقب عارفان فره‌مند، تهران: نشر مرکز، ۱۳۹۱[۳۳]

° عشق گوش، عشق گوشوار، مجموعه مقاله؛ تهران: انتشارات هرمس؛ ۱۳۹۴

### ترجمه
- منبر یک رسانهٔ عمومی در اسلام، اصغر فتحی، تهران: پژوهشگاه فرهنگ، هنر و ارتباطات، ۱۳۵۸[۳۴]
- کارنامهٔ اردشیر بابکان: از متن پهلوی، تهران: نشر مرکز، ۱۳۶۹[۳۵]
- مولودی: نمایش منظوم، تی. اس. الیوت، تهران: نشر مرکز، ۱۳۷۷[۳۶]
- بشنو، آدمک!، ویلهلم رایش، تهران: انتشارات کتاب ایران، ۱۳۸۰[۳۷] (چاپ دوم: تهران: انتشارات نیلوفر، ۱۳۸۹[۳۸])
- خواب گران، ریموند چندلر، تهران: انتشارات کتاب ایران، ۱۳۸۲[۳۹]
- من منم: کتابی دربارهٔ خودکاوی، راتان لعل، تهران: ناشر مؤلف، ۱۳۸۲[۴۰]
- آوادوگیتا: سرود رستگاری: کهن‌ترین متن وحدت وجود، داتاتریا، تهران: نشر ثالث، ۱۳۸۳[۴۱]
- کتاب ایوب: منظومهٔ آلام ایوب و محنت‌های او در عهد عتیق و مقایسهٔ تطبیقی با پنج متن کهن فارسی، تهران: نشر هرمس، ۱۳۸۶[۴۲]
- سواری روی دریاچه ی کنستانس، پتر هندکه